# ميزوماكي
ميزوماكي  هي بلدية في اليابان، وبلدة في اليابان، تقع في فوكوكا، ومقاطعة أونغا، بلغ عدد سكانها 28,695  نسمة وذلك حسب إحصائيات سنة 2017، تبلغ مساحتها 11.01 كيلومتر مربع.

## الموقع
تشترك في الحدود مع:
- كيتاكيوشو
- آشيا
- ناكاما، فوكوكا
- أونغا  [لغات أخرى]‏.